# Meng Jia
Meng Jia (kinesiska: 孟佳), även känd som bara Jia, född  3 februari 1989 i Loudi, är en kinesisk sångerska och skådespelare. Hon var tidigare medlem i den sydkoreanska tjejgruppen Miss A från gruppens debut 2010 till det att hon lämnade gruppen 2016.
Hon föddes i Kina och räknas som en av de fyra mest kända kinesiska kändisarna i Sydkorea, tillsammans med gruppmedlemmen Wang Feifei, Victoria Song sångerska från f(x) och modellen Wei Son enligt sydkoreanska No cut news. 2009 var Jia & miss A's Fei med i 2PM's musikvideo My Color.

## Diskografi

### Singlar
| År        | Titel             | Topplacering          |
| År        | Titel             | Sydkorea (Gaon Chart) |
| Kinesiska | Kinesiska         | Kinesiska             |
| --------- | ----------------- | --------------------- |
| 2016      | "Drip"            | —                     |
| 2017      | "Who's That Girl" | —                     |
| 2017      | "Candy"           | —                     |